# Anquela del Ducado
Anquela del Ducado – gmina w Hiszpanii, w prowincji Guadalajara, w Kastylii-La Mancha, o powierzchni 25,66 km². W 2011 roku gmina liczyła 85 mieszkańców.